# مسكوتة
المسكوتة أو المسكوتة المغربية وهي حلوى من المطبخ المغربي، ولها عدة حلويات شبيه لها على صعيد المطبخ العالمي، تحضّر من البيض، السكر، الزيت، الطحين، الفانيليا وبرش الحامض كما يمكن إضافة مكونات أخرى كالكاكاو أو الفراولة وغيرها..
تعتبر هذه الحلى غنية بالسعرات الحرارية والدهون إذ إن كل حصّة (40غ تقريباً) تحتوي على 300 سعرة حرارية و17غ دهون كما أنها تحتوي على 159مغ من الكوليسترول الموجودة معظمها في البيض.

## علم المسكوتات
المسكوتات هي علم من علوم الطبخ تندرج ضمن لائحة الحلويات. تتقنه النساء و تتفنن فيه، حيث نجد المسكوتة الاقتصادية المشهورة و المستهلكة بكثرة في المغرب، وهي نسخة غير متطورة لنوع اخر يسمى لاطارت، إذ أن المسكوتة يقتصر فيها على السقي بسائل السيرو أو رشها بفتات جوز الهند من الفوق إذا اقتضى الحال أما لاطارت فتتكون من طبقتين على الأقل و تزين بمواد مختلفة و متنوعة حسب استطاعة الطاهي: شوكولا، فواكه، مكسرات. الخ... توضع في أحسن طبق موجود في المنزل ليضيفها جمالًا وتتناول باستعمال شوكة صغيرة أو ملعقة و تحضر في غالب الأحيان في المناسبات.وتقدم المسكوتة في أكبر طبق من نوع الطاوس. تشير أن نوعا جديدا يكتسح الأسواق و هو المسكوتة المالحة يستعمل فيها الفرماج و الكاشير و ما جاورهما.